# Гінтон (Айова)
Гінтон (англ. Hinton) — місто (англ. city) в США, в окрузі Плімут штату Айова. Населення — 935 осіб (2020).

## Географія
Гінтон розташований за координатами 42°37′17″ пн. ш. 96°17′51″ зх. д. / 42.62139° пн. ш. 96.29750° зх. д. (42.621297, -96.297476).  За даними Бюро перепису населення США в 2010 році місто мало площу 1,79 км², уся площа — суходіл.

## Демографія
Згідно з переписом 2010 року, у місті мешкало 928 осіб у 363 домогосподарствах у складі 270 родин. Густота населення становила 519 осіб/км².  Було 374 помешкання (209/км²).
Расовий склад населення:
| - 98,8 % — білих - 0,3 % — чорних або афроамериканців - 0,2 % — корінних американців - 0,2 % — азіатів |

До двох чи більше рас належало 0,3 %. Частка іспаномовних становила 0,6 % від усіх жителів.
За віковим діапазоном населення розподілялося таким чином: 26,4 % — особи молодші 18 років, 59,6 % — особи у віці 18—64 років, 14,0 % — особи у віці 65 років та старші. Медіана віку мешканця становила 39,1 року. На 100 осіб жіночої статі у місті припадало 106,2 чоловіків;  на 100 жінок у віці від 18 років та старших — 102,1 чоловіків також старших 18 років.
Середній дохід на одне домашнє господарство  становив 80 819 доларів США (медіана — 64 091), а середній дохід на одну сім'ю — 90 690 доларів (медіана — 75 208). За межею бідності перебувало 6,4 % осіб, у тому числі 9,7 % дітей у віці до 18 років та 4,4 % осіб у віці 65 років та старших.
Цивільне працевлаштоване населення становило 446 осіб. Основні галузі зайнятості: освіта, охорона здоров'я та соціальна допомога — 26,7 %, виробництво — 12,6 %, роздрібна торгівля — 11,0 %, транспорт — 10,5 %.